# Cephonodes rufescens
Cephonodes rufescens är en fjärilsart som beskrevs av Griveaud 1960. Cephonodes rufescens ingår i släktet Cephonodes och familjen svärmare. Inga underarter finns listade i Catalogue of Life.